# Acreichthys tomentosus
Poisson-lime des herbiers
Espèce
Acreichthys tomentosus, également appelé Poisson-lime des herbiers, est une espèce de poissons marins de la famille des Monacanthidae qui regroupe les poissons-limes et les monacanthes, proches parents des balistes.

## Répartition
Il est présent dans les herbiers et les décombres des récifs peu profonds des eaux tropicales de la zone Indo-ouest Pacifique, des côtes de l'Afrique de l'Est aux îles Fidji.

## Description
La taille maximale du poisson lime des herbiers est de 12 cm voire 14 cm.

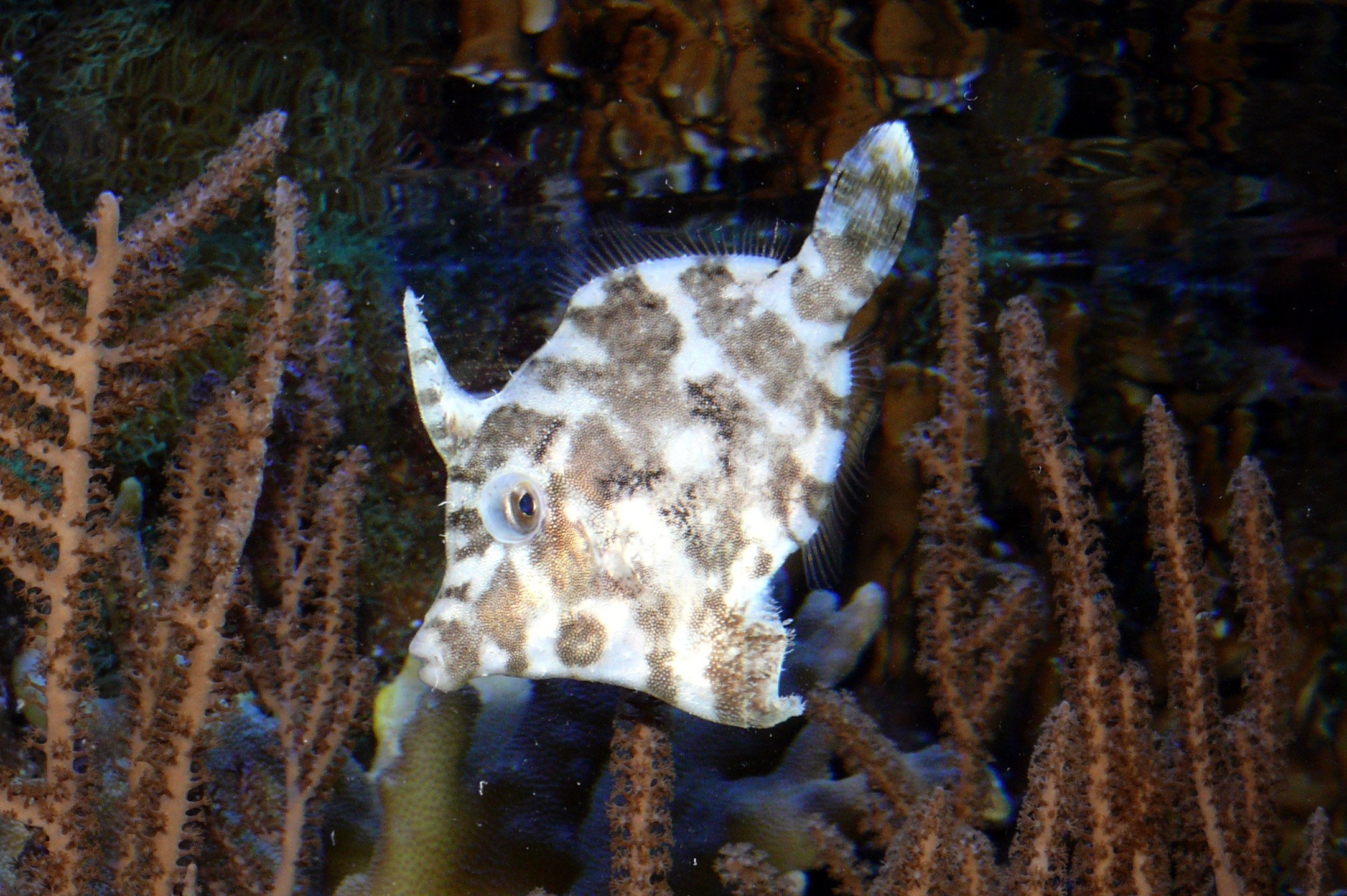
Poisson lime des herbiers
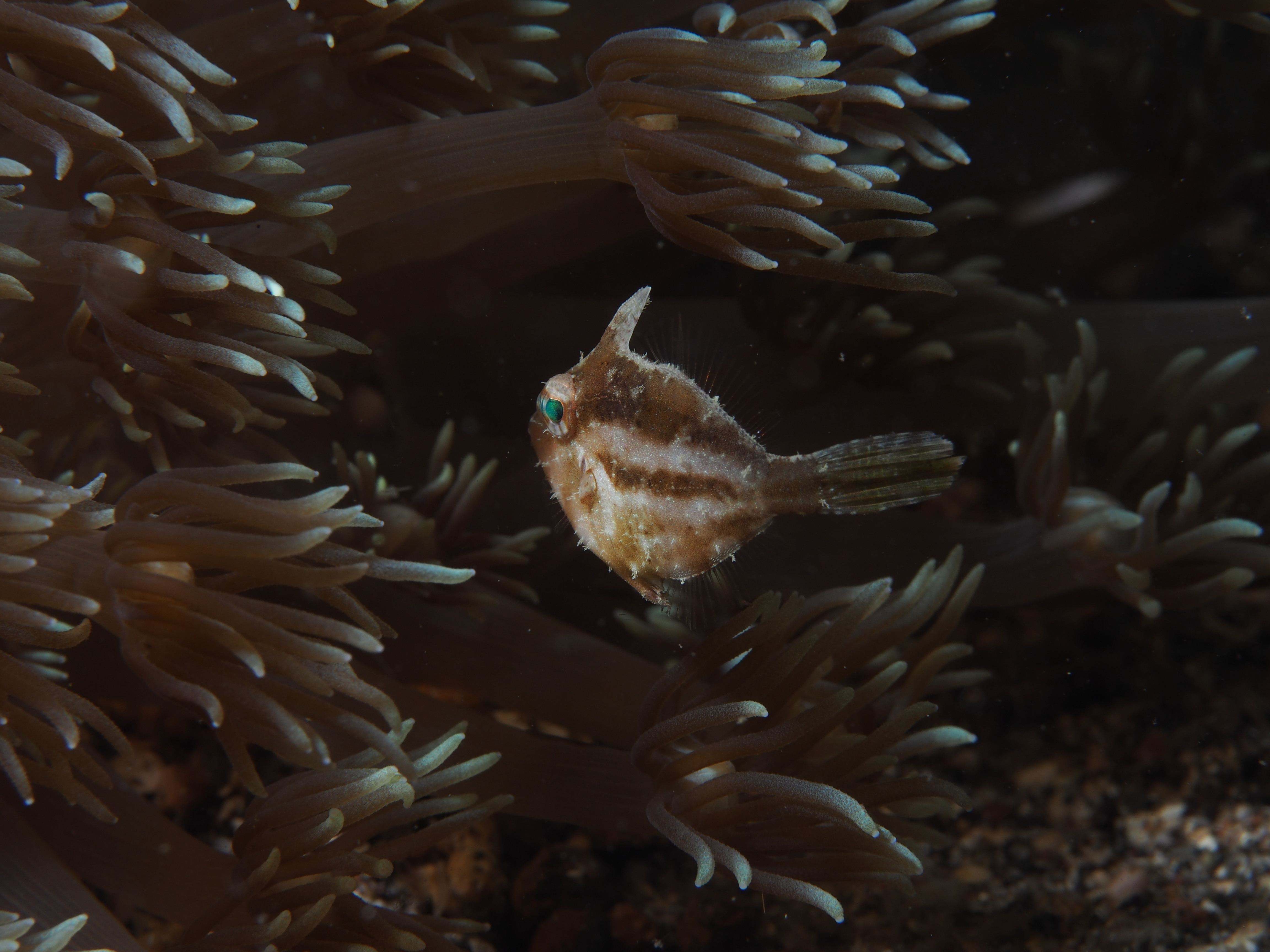
Dans son milieu naturel, en Indonésie

Il est de couleur gris marron verdâtre mais il peut changer de couleur selon son humeur ou son environnement. Sa première épine dorsale est impressionnante et son corps est couvert de petits poils piquants.

## Alimentation
Le poisson lime des herbiers est omnivore mais il mange surtout du zooplancton. Il mange aussi des anémones aiptasia.